# أوكالبتوس أرجواني
أوكالبتوس أرجواني (الاسم العلمي:Eucalyptus purpurata) هو نوع من النباتات يتبع جنس الأوكالبتوس من فصيلة الآسية.